# La llave de cristal (película de 1942)
La llave de cristal (en inglés: The Glass Key) es una película estadounidense de cine negro de 1942 basada en la novela homónima de Dashiell Hammett. La película fue dirigida por Stuart Heisler, protagonizada por Brian Donlevy, Veronica Lake y Alan Ladd (quien interpreta el papel principal a pesar de ser el tercero en los créditos). En 1935 se estrenó una exitosa versión cinematográfica anterior protagonizada por George Raft en el papel de Ladd. El reparto secundario de la versión de 1942 incluye a William Bendix, Bonita Granville, Richard Denning y Joseph Calleia.

## Sinopsis
Después de enamorarse de Janet Henry, la hija del candidato reformista a gobernador Ralph Henry, el turbio jefe político Paul Madvig está decidido a ayudar a Henry a ser elegido. La mano derecha de Paul, Ed Beaumont, desconfía tanto de Janet como de su padre, y cree que están engañando a Paul solo para dejarlo después de las elecciones. Janet se compromete con Paul, pero su crudeza la desanima. Se siente atraída por Ed, más sofisticado, que se defiende de sus avances por lealtad a Paul. El engañado Paul se jacta de que Henry prácticamente le ha dado la llave de su casa, pero Ed le advierte que es probable que sea una llave de cristal, una que puede romperse en cualquier momento.
Cuando Paul le dice a uno de sus partidarios, el gánster Nick Varna, que está limpiando la ciudad y que Varna ya no recibirá protección de la policía, Ed se preocupa aún más. Para complicar aún más las cosas, el hijo malo de Ralph, Taylor, le debe a Varna deudas de juego, mientras que la hermana menor de Paul, Opal, está enamorada de Taylor. Paul le ha dicho que se mantenga alejada de Taylor, pero ella lo desafía. Opal se asusta por lo que Paul podría hacerle a Taylor.
Más tarde, Ed encuentra el cuerpo sin vida de Taylor en la calle. Paul es el principal sospechoso, para deleite de Nick. Cuando Nick se entera de que Ed y Paul se han separado debido a la muerte de Taylor, intenta reclutar a Ed. Ed lo rechaza, por lo que Nick lo golpea brutalmente repetidamente por su sádico secuaz Jeff, para obligarlo a revelar detalles de corrupción al editor del periódico que Nick controla. Ed logra escapar y es hospitalizado. Cuando se recupera, se entera de que Nick ha encontrado un «testigo» del asesinato de Taylor Henry, Henry Sloss. Paul hace que lleven a Sloss a su oficina, pero lo matan a tiros antes de que pueda hablar. Como resultado, Paul es acusado de asesinato y encarcelado.
Ed encuentra a Jeff algo borracho en un bar e intenta sonsacarle información al matón. Justo cuando Jeff comienza a hablar, Nick aparece y le ordena bruscamente que se calle. Cuando Ed desarma a Nick, Jeff, harto, estrangula a su jefe. Luego, Ed hace que el camarero llame a la policía para arrestar a Jeff. Habiendo adivinado finalmente quién mató a Taylor, Ed convence al fiscal de distrito Farr para que arreste a Janet. Como Ed esperaba, Ralph confiesa que luchó con Taylor, lo que hizo que se cayera y se golpeara la cabeza. Paul escucha a Janet decirle a Ed que lo ama y que sabe que él la ama. Paul le da a la pareja su bendición, pero recupera su costoso anillo de compromiso.

## Reparto
- Brian Donlevy como Paul Madvig;
- Veronica Lake como Janet Henry;
- Alan Ladd como Ed Beaumont;[1]

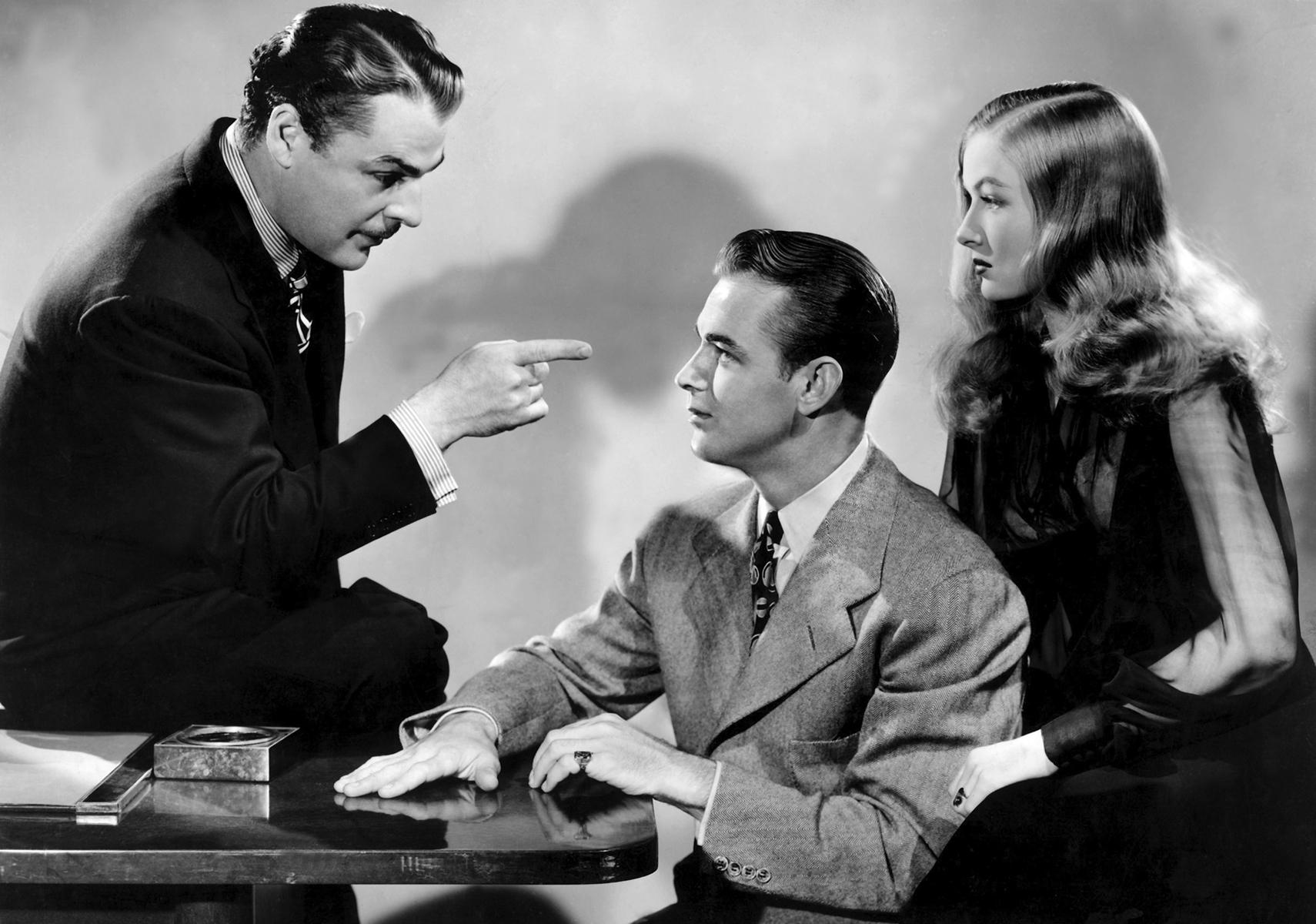
Fotografía promocional con los protagonistas principales, Brian Donlevy, Alan Ladd y Veronica Lake.

- Bonita Granville como Opal 'Snip' Madvig;
- Richard Denning como Taylor Henry;
- Joseph Calleia como Nick Varna;
- William Bendix como Jeff;
- Frances Gifford como una enfermera;
- Donald MacBride como el fiscal de distrito Farr;
- Margaret Hayes como Eloise Matthews;
- Moroni Olsen como Ralph Henry;
- Eddie Marr como Rusty;
- Arthur Loft como Clyde Matthews;
- George Meader como Claude Tuttle;
- Dane Clark como Sloss (sin acreditar);
- Tom Fadden como un camarero (sin acreditar);
- Lillian Randolph como la animadora en el club del sótano (sin acreditar);
- Vernon Dent como el barman que sirve cervezas (sin acreditar);
- Laraine Day como una enfermera (sin acreditar).

Notas de reparto
- Veronica Lake y Alan Ladd hicieron siete películas juntos: Fantasía de estrellas (1942); This Gun for Hire (1942); La llave de cristal (1942); Duffy's Tavern (1945); La dalia azul (1946); Variety Girl (1947); y Saigon (1948). En Variety Girl, Fantasía de estrellas y Duffy's Tavern, aparecen como ellos mismos.
- Alan Ladd interpreta al personaje principal en La llave de cristal, que había sido interpretado por George Raft en la versión de 1935, pero figura tercero en los créditos porque su carrera como protagonista había comenzado recientemente.

## Producción

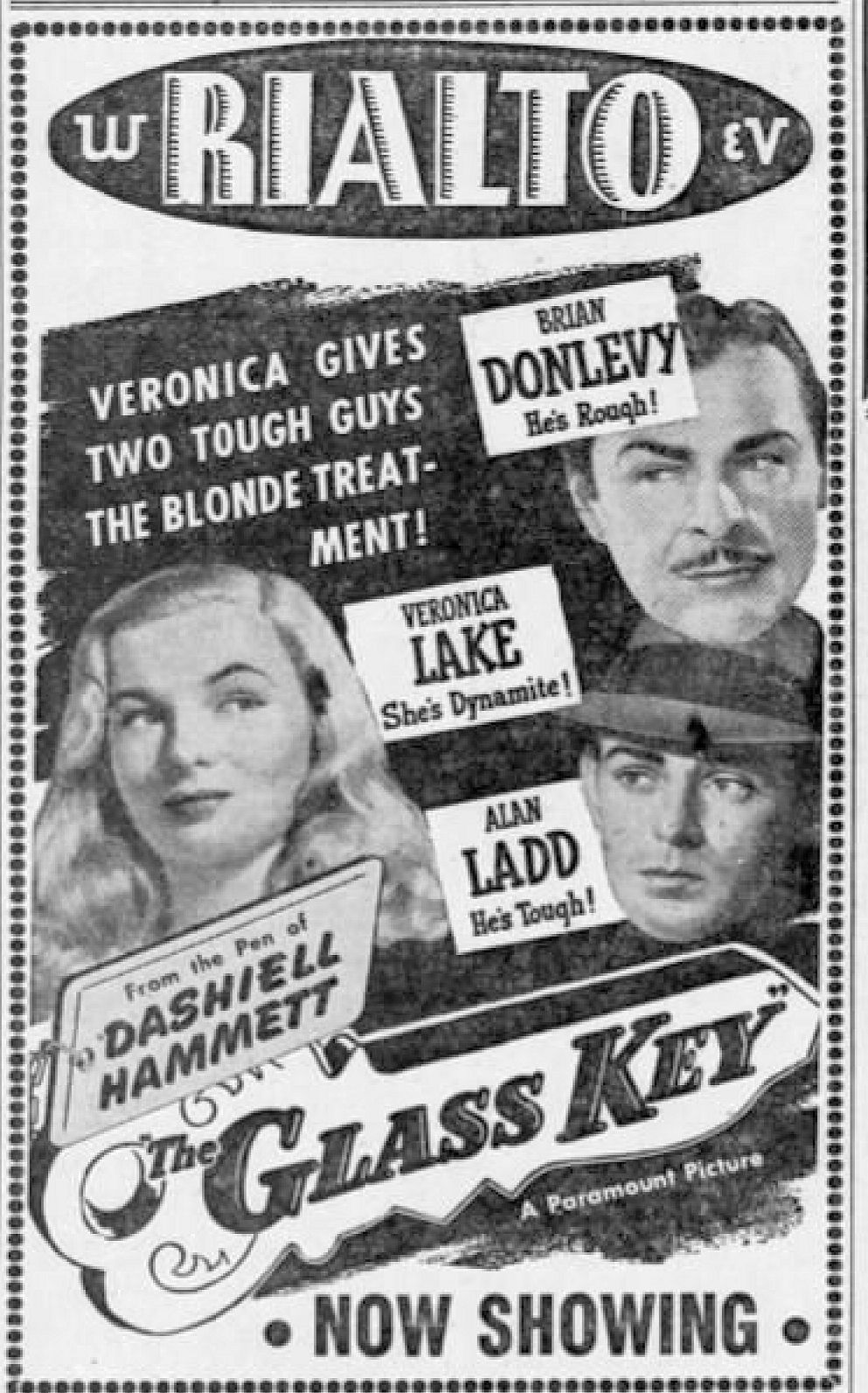
Anuncio en un periódico de 1942.

La llave de cristal de Dashiell Hammett había sido filmada por Paramount en 1935. Todavía conservaban los derechos cinematográficos en 1941, cuando Alan Ladd impresionó a los ejecutivos de Paramount mientras filmaba This Gun for Hire. Incluso antes de que se estrenara la película, el jefe de producción Buddy G. DeSylva anunció que el estudio realizaría una nueva película con Ladd como protagonista. La reputación de Hammett era sólida en Hollywood tras el éxito de la versión de 1941 de su novela El halcón maltés, protagonizada por Humphrey Bogart, y Paramount se decidió por una nueva versión de La llave de cristal; DeSylva dijo que el estudio quería una «narrativa infalible para ayudarlo [a Ladd] en su camino».
La producción se anunció en octubre de 1941. Dos meses después, Paramount dijo que Ladd actuaría en Cosecha roja, de otra novela de Hammett, en lugar de en La llave de cristal, con el guion a cargo de Jonathan Latimer y la producción en manos de Fred Kohlmar. Brian Donlevy fue asignado como coprotagonista.
Sin embargo, estos planes cambiaron de nuevo: Cosecha roja se pospuso (nunca se haría finalmente) y La llave de cristal fue reactivada, con Donlevy y Ladd como protagonistas. Stuart Heisler fue elegido como su director.
Paulette Goddard fue elegida originalmente como la protagonista femenina, pero tuvo que abandonar la producción debido a otro compromiso. Al principio fue reemplazada por Patricia Morison, pero después de ver a Lake y Ladd juntos en This Gun for Hire, se decidió reemplazar a Morison con Veronica Lake. Lake iba a hacer Me casé con una bruja, pero ese proyecto se pospuso cuando Joel McCrea rechazó el papel principal.
A Bonita Granville, Richard Denning y Joseph Calleia se les asignaron papeles secundarios. Las antiguas estrellas de cine Maurice Costello, Jack Mulhall y Pat O'Malley interpretaron papeles menores. Sin acreditar, aparecen brevemente en la película Dane Clark (como 'Sloss'), Laraine Day (como una enfermera), Lillian Randolph y Vernon Dent.

## Recepción
La revista Variety le dio a la película una crítica favorable: «Exhibiendo un misterio de asesinato con un trasfondo de política, zares del juego, romance y acción lujuriosa, esta versión revisada de la novela de Dashiell Hammett, hecha originalmente en 1935, es una buena película de su tipo [...] Bien mezclado, el resultado es una entretenida historia detectivesca con suficientes ángulos políticos y mafiosos como para que sea un buen entretenimiento para el público general. Donlevy aprovecha al máximo su papel de líder político que se abrió camino desde el otro lado de las vías.»
El crítico Dennis Schwartz escribió: "«La película se realiza principalmente con fines de entretenimiento, ya que omite ligeramente el proceso político corrupto como un mero trasfondo para la improbable historia de amor que se desarrolla entre la atractiva Lake y el inexpresivo Ladd. La película tenía muchos temas de cine negro sin desarrollar, luego utilizados por otras películas. The Big Sleep de Howard Hawks toma ideas prestadas libremente de La llave de cristal.»
El crítico Hal Erickson escribió: «La llave de cristal de Dashiel Hammett, una historia de corrupción política en una gran ciudad, se filmó por primera vez en 1935, con Edward Arnold como un jefe político engañoso y George Raft como su leal lugarteniente. Esta nueva versión de 1942 mejora la original, especialmente al reemplazar al imperturbable Raft con el carismático Alan Ladd [...] Mucho menos complejo que el original de Dashiel Hammett (y mucho menos condenatorio del sistema político estadounidense), La llave de cristal aumentó aún más la atracción de taquilla del nuevo equipo de Paramount de Alan Ladd y Veronica Lake.»

## Adaptación de radio
La llave de cristal se presentó en Hollywood Players el 26 de noviembre de 1946. Gene Kelly interpretó a Ned Beaumont en la adaptación.